# Masoja Chico
Masoja Chico är en ort i Mexiko.   Den ligger i kommunen Tila och delstaten Chiapas, i den sydöstra delen av landet, 700 km öster om huvudstaden Mexico City. Masoja Chico ligger 63 meter över havet och antalet invånare är 284.
Terrängen runt Masoja Chico är kuperad åt nordost, men åt sydväst är den bergig. Runt Masoja Chico är det ganska tätbefolkat, med 67 invånare per kvadratkilometer. Närmaste större samhälle är El Limar, 4,9 km öster om Masoja Chico. I omgivningarna runt Masoja Chico växer i huvudsak städsegrön lövskog.